# Mrs Beeton's Book of Household Management
Mrs Beeton's Book of Household Management (Libro di gestione domestica della signora Beeton), pubblicato anche come Mrs Beeton's Cookery Book (Libro di cucina della signora Beeton), è un'ampia guida su come gestire una casa nella Gran Bretagna vittoriana, curato da Isabella Beeton e pubblicato per la prima volta come libro nel 1861. Era stato pubblicato precedentemente in più parti, con il titolo originale di Beeton's Book of Household Management (Libro di gestione domestica di Beeton) come una delle collane di guide pubblicate da suo marito, Samuel Beeton. Le ricette erano fortemente strutturate, al contrario dei libri di cucina precedenti. Era illustrato con tavole monocromatiche e a colori.
Sebbene Isabella Beeton morisse nel 1865, il libro continuò ad essere campione di vendite. Le prime edizioni dopo la sua morte contenevano un necrologio, ma questo fu rimosso dalle edizioni successive, permettendo ai lettori di immaginare che ogni parola fosse scritta personalmente da una Mrs Beeton sempre più esperta. Questa finzione fu espressa in uno dei romanzi di Arthur Conan Doyle, dove un personaggio dichiara: «La signora Beeton deve essere stata la più raffinata padrona di casa del mondo, perciò il signor Beeton deve essere stato l'uomo più felice e più tranquillo.»
Molte delle ricette erano copiate dai più fortunati libri di cucina del tempo inclusi Modern Cookery for Private Families (Cucina moderna per le famiglie private) di Eliza Acton, The Experienced English Housekeeper (La massaia inglese esperta) di Elizabeth Raffald, Le Pâtissier royal parisien (Il pasticciere reale parigino) di Marie-Antoine Carême, The Art of Cookery Made Plain and Easy (L'arte della cucina chiara e facile) di Hannah Glasse, A New System of Domestic Cookery (Un nuovo sistema di cucina domestica) di Maria Eliza Rundell e le opere di Charles Elmé Francatelli. Questa pratica di Mrs Beeton nei tempi moderni è stata ripetutamente considerata un plagio.
Il libro si espanse costantemente in lunghezza, finché entro il 1907 raggiunse 74 capitoli e oltre 2.000 pagine. Quasi due milioni di copie furono vendute entro il 1868, e rimane in stampa (al 2016). Tra il 1875 e il 1914 fu probabilmente il libro di cucina consultato più spesso. Mrs Beeton è stata paragonata per la forza del suo libro alle moderne dive domestiche come Nigella Lawson e Delia Smith.

## Storia

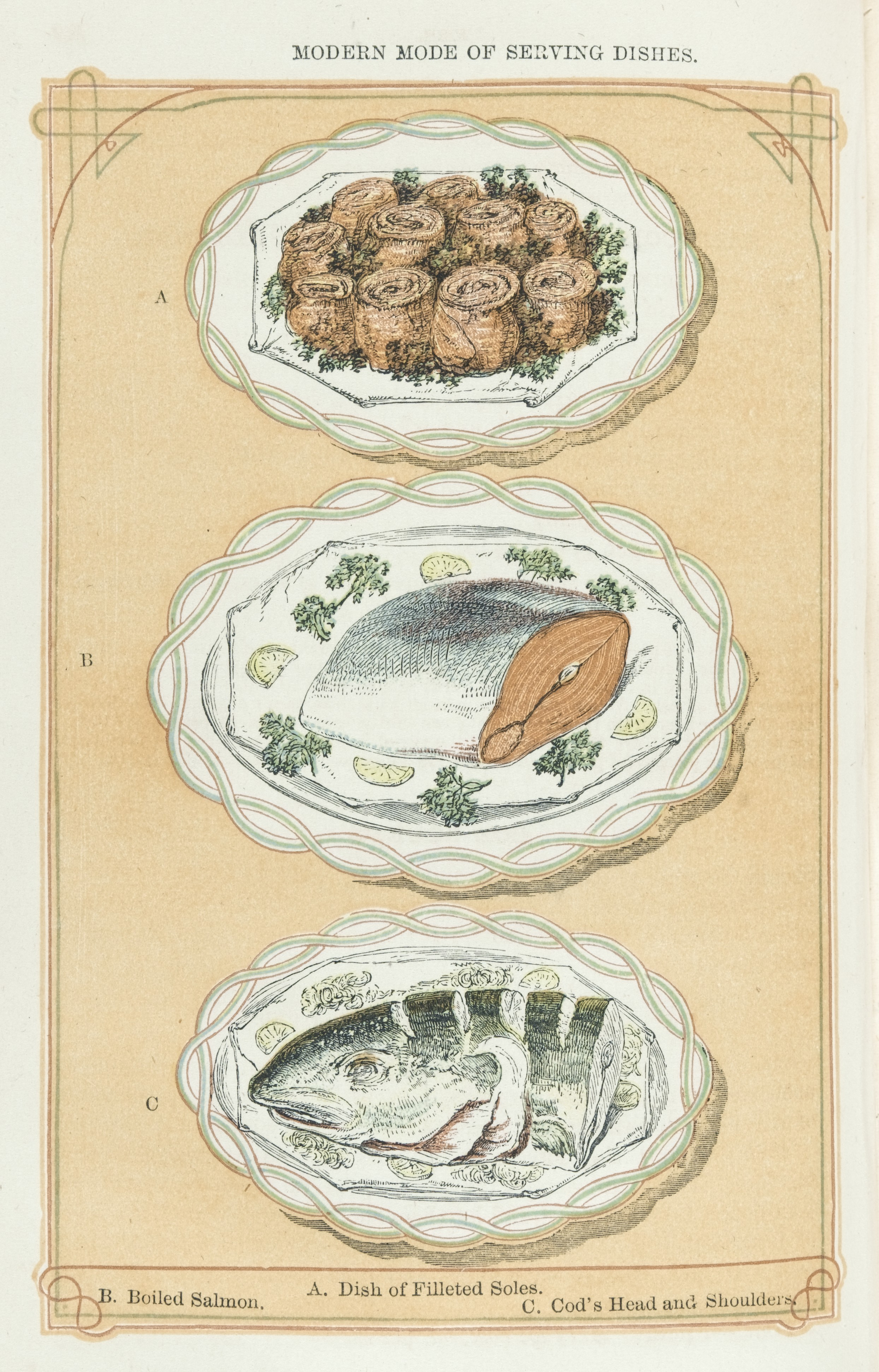
Presentazione di piatti di pesce: filetti di soglila, salmone bollito, testa e spalle di merluzzo

L'autrice, Isabella Beeton, aveva 21 anni quando iniziò a lavorare al libro. Questo fu inizialmente serializzato in 24 inserti mensili, pubblicati in allegato alla rivista The Englishwoman's Domestic Magazine (La rivista domestica della donna inglese) di suo marito Samuel Orchart Beeton; il primo inserto apparve nel 1859. Il 1º ottobre 1861, gli inserti furono raccolti in unico volume, dal titolo The Book of Household Management, comprising information for the Mistress, Housekeeper, Cook, Kitchen-Maid, Butler, Footman, Coachman, Valet, Upper and Under House-Maids, Lady's-Maid, Maid-of-all-Work, Laundry-Maid, Nurse and Nurse-Maid, Monthly Wet and Sick Nurses, etc.—also Sanitary, Medical, & Legal Memoranda: with a History of the Origin, Properties, and Uses of all Things Connected with Home Life and Comfort (Il libro di gestione domestica, comprendente informazioni per la padrona di casa, la governante, la cuoca, la sguattera, il maggiordomo, il lacchè, il cocchiere, il valletto, le capocameriere e le cameriere semplici, la cameriera personale, la cameriera tuttofare, la lavandaia, la balia asciutta e la bambinaia, le nutrici mensili e le infermiere, ecc. ecc.—inoltre promemoria sanitari, medici e legali: con una storia dell'origine, proprietà e usi di tutte le cose connesse alla vita e alle comodità domestiche).
Il libro fu pubblicato dalla S. O. Beeton Publishing di Londra, una casa editrice fondata da Samuel Beeton, ed ebbe un successo immediato, vendendo 60.000 copie nel suo primo anno e totalizzandone quasi due milioni entro il 1868. Nel 1863 fu pubblicata un'edizione riveduta.
Nel 1866, un anno dopo la morte di Isabella, Samuel era indebitato a causa del crollo di Overend and Gurney, un'importante casa di sconto londinese alla quale doveva del denaro. Per salvarsi dalla bancarotta vendette i diritti d'autore su tutte le sue pubblicazioni per poco più di 19.000 sterline Di quelle, i diritti su Household Management furono venduti agli editori Ward, Lock and Tyler per 3.250 sterline. Le prime edizioni includevano un necrologio per la Beeton, ma gli editori insistettero affinché fosse rimosso "permettendo ai lettori di immaginare – forse addirittura fino al 1915 – che una specie di matriarca con la cuffia di pizzo fosse ancora là fuori a tenerli d'occhio".
Le revisioni a Household Management da parte del suo editore sono continuate fino a oggi. Lo sforzo ha mantenuto il nome della Beeton sotto gli occhi del pubblico per oltre 125 anni, sebbene le attuali edizioni siano ben lontane da quelle pubblicate durante la vita di Mrs. Beeton. Verso il 1906 il libro aveva 2.056 pagine, "che escludevano la pubblicità", con 3.931 ricette ed era "di nuovo grande la metà" dell'edizione precedente.

## Libro

### Contenuti

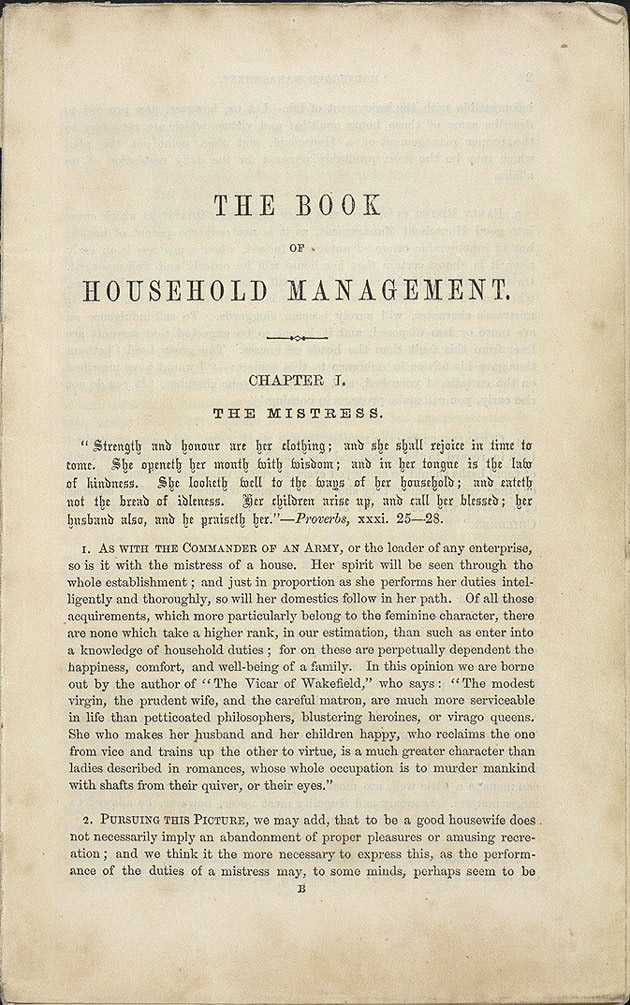
Prima pagina del primo capitolo del Book of Household Management

Con riferimento all'edizione del 1907, il libro si era grandemente ampliato nei decenni successivi alla morte dell'autrice (nel 1865) fino ad arrivare a 74 capitoli e oltre 2.000 pagine; la prima edizione aveva 44 capitoli.
Nel libro sono trattati gli argomenti più disparati: si inizia con i doveri della "padrona di casa", della governante e della cuoca. Poi ci sono consigli sui locali della cucina, su come fare la spesa al mercato e sul modo di cucinare (capitoli 1-6). Seguono quindi le ricette di cucina inglese (capitoli 7-38), mentre un apposito capitolo illustrato (il 39) descrive l'arte di tagliare la carne a tavola. Le pagine successive danno istruzioni sui latticini, sulla cucina vegetariana e per i malati, su come fare pane, biscotti e torte e sulle bevande (capitoli 40-50). I capitoli da 51 a 59 illustrano vari stili di cucina internazionale, mentre quelli da 60 a 68 forniscono consigli su questioni che vanno dalla legatura del pollame alle definizioni dei termini culinari, dalla disposizione dei piatti alla decorazione della tavola, dalla preparazione dei menù ai doveri dei domestici. I successivi capitoli (69-73) contengono "ricette per la famiglia" e preparazioni mediche. L'ultimo capitolo (il 74) offre "promemoria legali".
Il libro è corredato da un indice dettagliato e include (nell'edizione del 1907) anche alcuni annunci pubblicitari come l'estratto di manzo  "Lemco" e il cacao "Cadbury's Cocoa".

### Approccio

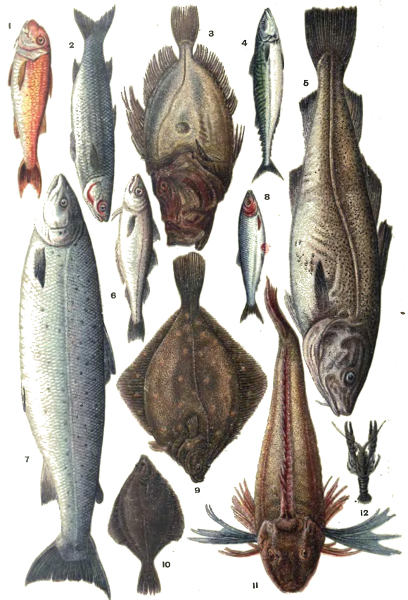
Tavola a colori a tutta pagina del 1907 dei tipi di pesce da comprare dal pescivendolo: triglia, cefalo, pesce San Pietro, maccarello, merluzzo, merlango, salmone, aringa, platessa, passera di mare, gallinella, gambero di fiume

La prefazione espone lo scopo del libro di fornire agli "uomini" cibo così ben cucinato a casa che potesse competere con quello che potevano mangiare "nei loro circoli, nelle loro eleganti taverne e mense". Mrs. Beeton afferma che
Ella spiega che in tal modo stava tentando di rendere i fondamenti della cucina "intelligibili" a qualunque "casalinga".
Il primo capitolo fissa il tono del libro con una citazione dal Libro dei Proverbi, e nelle prime edizioni cita anche Il vicario di Wakefield con
Il libro propone così una serie di consigli per la gestione della casa, che rispecchiano le virtù dell'etica vittoriana: l'alzarsi di buon'ora, la pulizia, la frugalità, il buon carattere, il controllo sull'affidabilità della servitù (al di là delle referenze scritte).
Anche l'arte della cucina è interpretata secondo la concezione vittoriana, come espressione "del progresso dell'umanità dalla barbarie alla civiltà", che ha consentito di passare dall'uomo primitivo che si nutriva "di radici e dei frutti della terra", all'uomo moderno, che vive "la confortevole condizione di coltivatore". Piante e animali "sono ancora l'unico cibo dell'umanità", ma sono preparati e presentati con abilità e ingegnosità, "estendendo i confini dei piaceri umani".
Il resto del libro è dedicato alle istruzioni per cucinare, con un'introduzione in ogni capitolo al tipo di cibo che descrive. Questo è l'altro tratto caratteristico e innovativo del libro: l'esposizione chiara e precisa di tutte le ricette. Ognuna è strutturata in un titolo, una lista di ingredienti (con le quantità, naturali — come il numero di uova o di verdure, il numero di fettine di prosciutto — o misurate in unità imperiali — once di sale, quarti di acqua —). Ci sono sezioni separate per le istruzioni (sotto il titolo "Modalità"), il tempo complessivo di preparazione e il costo medio; in molte ricette ci sono anche brevi sezioni che indicano quando una ricetta è "di stagione" e per quante persone è "sufficiente". Infine, una "Nota" dà qualsiasi consiglio richiesto.
Tuttavia, il libro non è esente da difetti anche rilevanti. Malgrado intenda proporsi come una guida affidabile per le aspiranti classi medie su come gestire ogni aspetto della vita una casa, l'edizione originale dedica solo 23 pagine alla gestione domestica, poi discute di cucina per quasi tutte le altre 900. Anche da questo punto di vista, però, i consigli di cucina di Isabella sono a volte così strani da far pensare che avesse in realtà poca esperienza nella preparazione dei pasti. Ad esempio, il libro raccomanda di bollire la pasta per un'ora e quarantacinque minuti. Inoltre, come molti altri Britannici della sua classe sociale e della sua generazione, Mrs. Beeton esprime forti (e a volte incomprensibili) pregiudizi nei confronti di cibi esotici o anche semplicemente poco familiari: i manghi sapevano di trementina, le aragoste erano indigeribili, l'aglio era offensivo, le patate erano "sospette; moltissime sono narcotiche, e molte sono deleterie", il formaggio può essere consumato solo da persone sedentarie, e i pomodori erano troppo buoni o troppo cattivi per svariate ragioni.
In compenso, a differenza dei precedenti autori di libri di cucina, come Hannah Glasse, il libro di Mrs. Beeton poneva "enfasi sulla frugalità e sull'economia". Inoltre, rifiutando lo stile degli scrittori precedenti che impiegavano "paragrafi scoraggianti di testo con gli ingredienti ed il metodo mischiati insieme alla rinfusa", adottò una "formula accessibile elencando gli ingredienti, il metodo, i tempi e perfino il costo stimato di ogni ricetta", con un approccio decisamente moderno.

### Plagio
In una lettera critica, la sorella di Mrs. Beeton, Mrs. Henrietta Mary Pourtois English, la ammoniva che "La Cucina è una Scienza che si impara solo mediante Lunga Esperienza [Enfasi nell'originale.] e anni di studio che naturalmente voi non avete avuto. Perciò il mio consiglio sarebbe di compilare un libro di ricette da una Varietà dei Migliori Libri pubblicati sulla Cucina, e il Cielo sa che vi è una grande varietà dalla quale potete scegliere." Le ricette erano copiate in gran parte dai più famosi libri di cucina del tempo e in alcuni casi la copia era riconosciuta nel testo. La "varietà" comprendeva Tra queste vi erano Modern Cookery for Private Families (Cucina moderna per le famiglie private) di Eliza Acton, e il suo The English Bread–Book (Il libro inglese sul pane) [La Acton è ringraziata con: "Le seguenti osservazioni sono tratte da un prezioso libro sulla fabbricazione del pane,† e risulterà molto utile ai nostri lettori... (Nota a piè di pagina: †'The English Bread–Book.' By Eliza Acton. London: Longman.)"]. The Experienced English Housekeeper (La massaia inglese esperta) di Elizabeth Raffald, Le Pâtissier royal parisien (Il pasticciere reale parigino) di Marie-Antoine Carême, The French Cook (Il cuoco francese) di Louis Eustache Ude, [Ude è tuttavia ringraziato nei capitoli 6, 17, 21, 23 e 27.] The Modern Housewife or, Ménagère (La massaia moderna o, Mènagère) e The Pantropheon (Il Pantrofeo) di Alexis Soyer, The Art of Cookery Made Plain and Easy (L'arte della cucina chiara e facile) di Hannah Glasse, A New System of Domestic Cookery (Un nuovo sistema di cucina domestica) di Maria Eliza Rundell e le opere di Charles Elmé Francatelli.
Nei tempi moderni questa pratica di Mrs. Beeton è stata criticata come plagio; la biografa moderna della Beeton Kathryn Hughes parla del suo "prendere di sana pianta" e "copiare spudoratamente" ricette da altri autori, pur sottolineando che questo era "il modo in cui i libri di cucina erano stati messi insieme da tempo immemore...". Il New York Times scrisse: "Isabella [Beeton] plagiava solo i migliori", causando il commento che "Mrs Beeton non sapeva cucinare, ma sapeva copiare". La Hughes racconta che "la prima ricetta [della Beeton] per la torta Victoria sponge era così inetta che si dimenticò le uova" e che la sua opera era "copiata spudoratamente ... quasi parola per parola, da libri che risalivano fino alla Restaurazione". L'influente scrittrice di cucina del XX secolo Elizabeth David la liquidò come "una plagiaria" e in seguito scrisse: "Mi chiedo se avrei mai imparato affatto a cucinare se mi fosse stata data una comune Mrs. Beeton da cui imparare".

### Illustrazioni
L'edizione del 1907 mostra circa 30 tavole a colori a tutta pagina, e oltre 100 illustrazioni in bianco e nero a tutta pagina. Queste includono fotografie, come quella della massaia in piedi con le mani dietro la schiena nella sua cucina (raffigurata sotto), di fronte alla prima pagina del Capitolo 2, "The Housekeeper" ("La massaia"). Un'idea della quantità di dettagli si può ricavare dal fatto che ci sono 11 illustrazioni di tipi di pesce (una è raffigurata sotto), come la "sogliola al vapore" e lo "scombro marinato", e un'altra di "antipasti di pesce".
Una tavola a colori a tutta pagina (raffigurata) illustrava una serie di budini, mostrando gelatina, crema di mirtillo, un piatto centrale impilato in alto con frutti, un tartufo e un vaso da fiori ornamentale contenente una pianta di fragole.
Un altro piatto a colori a tutta pagina (raffigurato sotto) mostrava una varietà di frutti tra i quali albicocche, ciliegie bianche e nere, ribes rosso e nero, un melone, fragole e varietà di prugne, tutte impilate in alto su piatti circolari o banchi da frutta.

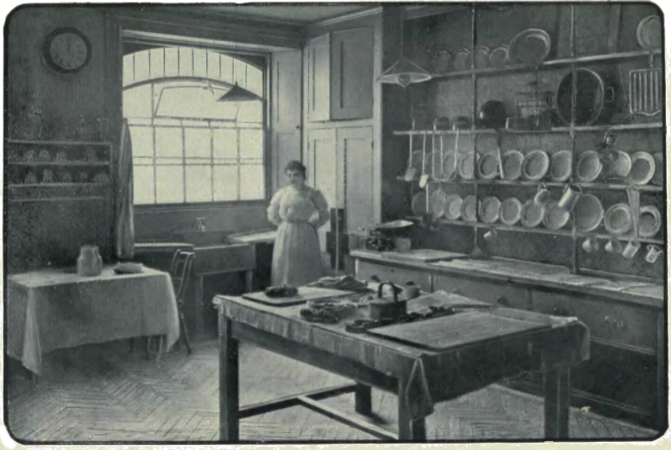
Cucina con massaia, 1907
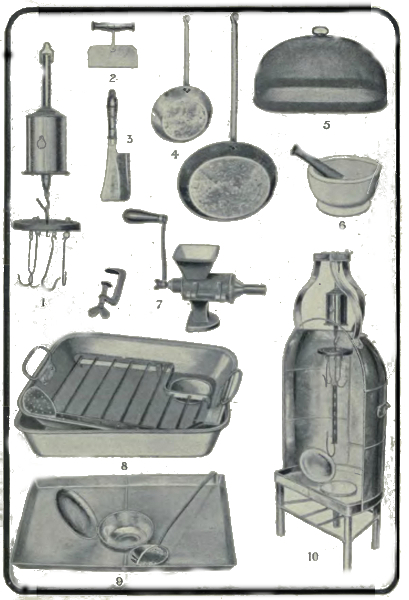
Attrezzatura da cucina, 1907
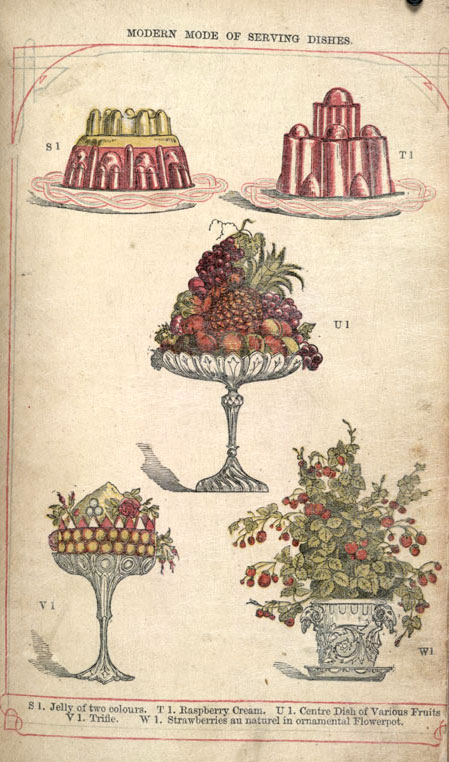
Piatto di budini a colori a tutta pagina
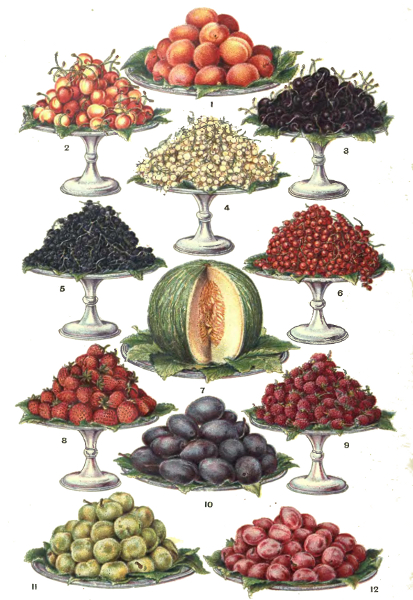
Piatto di frutta a colori a tutta pagina
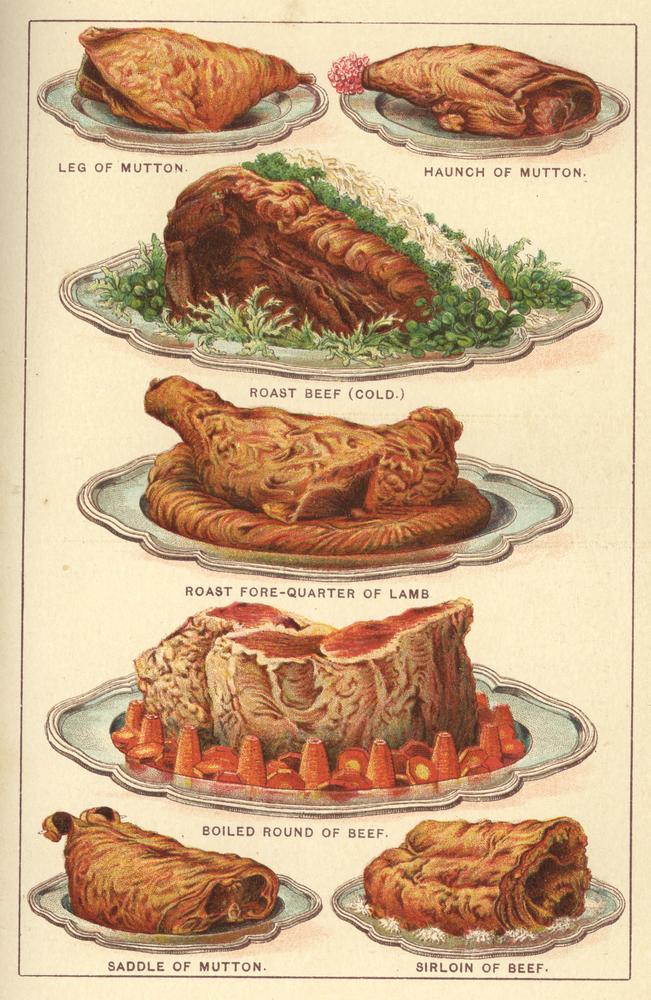
Carni arrostite, 1901

## Influenza e retaggio

### Contemporanei
La prefazione del Queensland Cookery and Poultry Book (Libro di cucina e pollame del Queensland 1878) di Wilhelmina Rawson, pubblicato in Australia, osserva che: "Il Libro di cucina di Mrs Lance Rawson;... è scritto interamente per le Colonie, e per le classi medie, e per quelle persone che non possono permettersi di comprare un Mrs Beeton o un Warne, ma che possono permettersi i tre scellini per questo."
L'Oxford English Dictionary riconobbe che, verso gli anni 1890, il nome della Beeton "era adottato come termine per un'autorità su tutte le cose domestiche e culinarie". Il Robert Mondavi Institute for Wine and Food Science osservò che "si trovava probabilmente in più case di qualsiasi altro libro di cucina, ed [era probabilmente] il più consultato, negli anni dal 1875 al 1914".
Un capitolo del romanzo di Arthur Conan Doyle Un duetto (1899) è intitolato: "Concerning Mrs. Beeton" (A proposito di Mrs. Beeton); un personaggio dichiara: "Mrs Beeton deve essere stata la migliore massaia del mondo, perciò Mr. Beeton deve essere stato l'uomo più felice e più a suo agio".

### Moderni
Mrs Beeton è stata descritta come "la nonna delle moderne dee domestiche", come Nigella Lawson e Delia Smith, che hanno visto, come la Beeton, il bisogno di fornire consigli rassicuranti sulle faccende culinarie per le classi medie britanniche. Tuttavia, mentre la Lawson e la Smith "insistono che cucinare può essere facile, divertente e senza complicazioni", la Beeton "riconosce la fatica e l'abilità richieste per cucinare bene".
Lo scrittore di cucina e chef Gerard Baker collaudò e revisionò 220 delle ricette della Beeton, e pubblicò il risultato nel libro Mrs. Beeton: How To Cook (Mrs. Beeton: come cucinare, 2011).
Per il 150º anniversario del libro nel 2011 la Royal Society of Chemistry progettò di mostrare una delle ricette della Beeton. Dato il pesante clima finanziario del tempo in conseguenza della grande recessione, la Società selezionò il sandwich tostato della Beeton, un piatto che Isabella aveva incluso proprio per venire incontro alle esigenze dei meno abbienti.
Nel 2012 l'economista alimentare dello sceneggiato della televisione britannica Downton Abbey, ambientato in quel periodo, descrisse il libro della Beeton come una "importante guida" per il cibo servito nella serie.

## Edizioni
Il libro è apparso in molte edizioni, da quella originale in 24 inserti mensili del 1859-1860, poi raccolta in un unico volume nel 1861, fino a quelle dei giorni nostri, come quella di Bendiction Press, Oxford, 2010.